# مايك هاريسون (موسيقي)
مايك هاريسون (بالإنجليزية: Mike Harrison)‏ هو موسيقي بريطاني، ولد في 30 سبتمبر 1945، وتوفي في 25 مارس 2018.

## وصلات خارجية
- مايك هاريسون على موقع ميوزك برينز (الإنجليزية)
- مايك هاريسون على موقع ديسكوغز (الإنجليزية)